# Same-Jakki – viddernas folk
Same-Jakki – viddernas folk (originaltitel Same Jakki) är en norsk dokumentär- och dramafilm i färg från 1957. Filmen regisserades av Per Høst och skildrar samers liv i Norge.
Filmen producerades av Per Høst Film AS och spelades in i Finnmark fylke i Norge med Mattis Mathiesen och Høst som fotografer. Den klipptes samman av Høst, Olav Engebretsen och Titus Vibe-Müller. Musiken komponerades av Christian Hartmann och dirigerades av Sverre Bergh.
Same-Jakki – viddernas folk hade premiär den 21 mars 1957 i Norge. Den visades därefter i Sverige den 3 mars 1958, i USA den 29 september 1958 och i Danmark den 21 oktober 1958. Den visades också vid Filmfestivalen i Cannes.

## Medverkande
- Karen Anna Logje
- Jon Luoso
- Matti Mikkel Sara
- Klemet Veimel